# Neil Blaney
Neil Blaney (n. 29 octombrie 1922, Ulster, Irlanda de Nord - d. 8 noiembrie 1995, Dublin, Irlanda), a fost un om politic irlandez, membru al Parlamentului European în perioada 1979-1984 din partea Irlandei. 
1. 1 2 3 4 5 6 7 8 9 10 11 12 13 14 15   https://www.oireachtas.ie/en/members/member/Neil-TC-Blaney.D.1948-12-07 Lipsește sau este vid: |title= (ajutor)
2. ↑   http://www.assembly.coe.int/nw/xml/AssemblyList/MP-Details-EN.asp?MemberID=411 Lipsește sau este vid: |title= (ajutor)